# Bitz (Denkendorf)
Bitz is een plaats in de Duitse gemeente Denkendorf (Beieren), deelstaat Beieren, en telt 177 inwoners (2004).